# Пётр (мятежник)

Вестготское королевство при Аларихе II

Пётр (лат. Petrus; казнён в 506, Тортоса) — предводитель антивестготского восстания в Испании в 506 году.

## Биография
Единственный раннесредневековый нарративный источник, сообщающий о Петре — «Сарагосская хроника».
О происхождении и ранних годах жизни Петра сведений в исторических источниках не сохранилось. На основании ономастических данных делается вывод, что Пётр был иберо-римлянином. Возможно, он был одним из последних римских военачальников, всё ещё удерживавших контроль над некоторыми территориями бывшей Римской Испании, или одним из местных латифундистов.
В «Сарагосской хронике» сообщается, что в 506 году вестготы захватили испанский город Дертосу (современную Тортосу). Здесь они казнили «тирана» Петра, голова которого затем была отправлена в Цезаравгусту (современную Сарагосу).
Предполагается, что восстание под руководством Петра было ответной мерой жителей Северной Испании на массовое переселение на их земли вестготов из Галлии. Этот начавшийся ещё в 490-х годах процесс в начале VI века активизировался из-за угрозы новой войны с франками, претендовавшими на территории Тулузского королевства к югу от реки Луары. Также возможно, что одним из поводов для начала восстания стали репрессии, проведённые арианином Аларихом II против исповедовавшего никейское христианство духовенства Галлии и Испании.
Так как в «Сарагосской хронике» Пётр назван «тираном» (лат. «Petrus tyrannus»), предполагается, что он или принял, или, по крайней мере, претендовал на монархический титул (императорский или королевский). Возможно, что кроме Тортосы под управлением Петра могли находиться территории в Тарраконской Испании (например, долина реки Эбро). О том, какие группы населения приняли участие в мятеже, среди современных историков идут дискуссии. Часть медиевистов считает восстание во главе с Петром одним из поздних проявлений движения багаудов. Другие же историки считают последним из подобных выступлений антивестготский мятеж под руководством Бурдунела в 496—497 годах.
О ходе восстания под руководством Петра в «Сарагосской хронике» не упоминается. Значительная часть современных историков считает, что мятеж не был продолжительным, и что уже вскоре после его начала он был подавлен по приказу короля вестготов Алариха II, в то время активно укреплявшего свои позиции в Испании в ожидании новой войны с франкским королём Хлодвигом I. Однако по мнению испанского историка Х. Арсе, начало восстания следует датировать 504 годом. С принятием Петром императорского титула этот автор связывает проведение в Сарагосе в том году цирковых игр, инициатором которых большинство других исследователей считает Алариха II. Согласно Х. Арсе, Пётр был провозглашён императором в Сарагосе, бывшей в то время центром испанских владений вестготов. Сопровождавшие же это событие игры были организованы по примеру более ранних римских императоров (например, Константа II, по случаю своего возведения в должность августа в 409 году проведшего в Сарагосе аналогичные игры).
Возможно, что упоминаемая в «Сарагосской хронике» отсылка головы Петра в Цезаравгусту должна свидетельствовать о проведении в этом городе вестготами каких-то торжеств, посвящённых победе над мятежниками.
Предполагается, что восстание под руководством Петра могло помешать епископам вестготской Испании прибыть на созванный в сентябре 506 года по повелению Алариха II Агдский собор. Возможно, что уже после подавления мятежа король принял решение организовать в следующем году в Тулузе новый синод с участием всех иерархов Вестготского королевства, но начавшаяся тогда война с франками помешала это сделать. Также возможно, что необходимость держать в Северной Испании значительный воинский контингент для контроля над недавно бунтовавшими местными жителями, ослабило вестготское войско, и стало одной из причин поражения Алариха II в битве при Вуйе.